# Мерзебургер, Карл Вильгельм
Карл Вильгельм Мерзебургер (нем. Carl Wilhelm Merseburger; 12 мая 1816 — 18 мая 1885) — немецкий музыкальный издатель.
В 1831—1836 гг. работал учеником в лейпцигском издательстве Johann Ambrosius Barth Verlag (выпускавшем, в частности, «Новую музыкальную газету»). Затем был сотрудником различных издательских фирм в Лейпциге и Брауншвейге.
В 1849 г. вместе со своим отцом Иоганном Мерзебургером (1784—1865) приобрёл у Карла Фридриха Мойзеля из Вайсенфельса основанное тем издательство и перенёс его работу в Лейпциг, переименовав в Merseburger Verlag. Руководил издательством до конца жизни, затем оно перешло к его младшему брату Отто Мерзебургеру (1822—1898), а после его смерти — к сыновьям последнего. Издательство Мерзебургера выпускало широкий круг музыкальных произведений, преимущественно камерных, вокальных и хоровых, принадлежавших саксонским композиторам; в издательстве также выходил музыкальный журнал «Эвтерпа» (Euterpe; 1851—1894). В 1945 году оборудование и архивы издательства погибли, однако оно было возрождено в Западном Берлине, а с 1974 г. работает в Касселе и называет себя старейшим в Германии издательством церковной музыки.
Под псевдонимом Пауль Франк (нем. Paul Frank) Карл Мерзебургер активно публиковался в собственном издательстве как автор справочных изданий. Напечатал, в частности, «Краткий справочник по истории немецкой литературы» (нем. Handbüchlein der deutschen Literaturgeschichte; 1860, множество переизданий, шведский перевод 1866), краткий справочник по истории музыки (нем. Geschichte der Tonkunst. Ein Handbüchlein für Musiker und Musikfreunde; 1863) и «Краткий справочник музыкантов» (нем. Kurzgefasstes Tonkünstler-Lexikon; 1860), после смерти Мерзебургера перерабатывавшийся и дополнявшийся Карлом Кипке, а затем Вильгельмом Альтманом и вышедший в 1936 году 15-м изданием.